# Muriel (Hiszpania)
Muriel – gmina w Hiszpanii, w prowincji Valladolid, w Kastylii i León, o powierzchni 22,52 km². W 2011 roku gmina liczyła 169 mieszkańców.